# Salto Postale
Salto Postale ist eine Sitcom des ZDF mit hohem Bekanntheitsgrad. In den Hauptrollen spielten Wolfgang Stumph, Achim Wolff und Hans-Jürgen Schatz. Die Serie gehört zu den wenigen deutschen Sitcoms, die erfolgreich wiederholt werden.
Regie führten Franz Josef Gottlieb (12 Folgen, 1995–1996), Bernhard Stephan (6 Folgen, 1993) und Stefan Lukschy (6 Folgen, 1994).
Das Drehbuch schrieben
Gunter Antrak (17 Folgen, 1993–1996), Inge Ristock (15 Folgen, 1993–1996), Jens Weidemann (5 Folgen, 1995–1996), Dieter Lietz (3 Folgen, 1994) und Rudolf Bergmann (2 Folgen, 1994).

## Handlung
Die Serie spielt mit Wolfgang Stumph in der Hauptrolle eines Postbeamten im fiktiven Dorf Niederbörnicke in Brandenburg kurz nach der Wende. Die Kollegen auf dem Amt sind die Postangestellten Wolfgang „Wolle“ Stankoweit und Rudi Reschke (Achim Wolff), der Chef des Amts ist der aus Westdeutschland stammende Maximilian Mäßig (Hans-Jürgen Schatz). Die drei Beamten bilden eine Gruppe mit Zündstoff. Denn außer Briefmarken verkaufen und Pakete annehmen werden in Niederbörnicke auch politisch-satirische Reden geschwungen, angeregt von den Vorfällen im Postamt. Hier zeigen sich die Hindernisse der Wiedervereinigung und die Probleme der Politiker. Zum festen Bestandteil wurde auch das telefonische Nachfragen Stankoweits bei zahlreichen Mitgliedern der Bundesregierung, ein Running Gag, der die Handlung kurz unterbrach.

## Figuren
Wolfgang „Wolle“ Stankoweit
Stankoweit ist der typische Mitarbeiter in einem Postamt, über ihm ist nur Herr Mäßig, der mit seinen „Westmethoden“ alles besser weiß und mit dem er immer im Dauerstreit steht. Ständig möchte er für sich und seinem Freund Rudi mehr Gehalt oder bessere Arbeitsbedingungen erreichen. Dabei versteht es Stankoweit, hinter den Worten manche Kritik zu verbergen, die dem sturen Chef meistens nicht auffallen, wohl aber dem Zuschauer.
Rudi Reschke
Rudi Reschke ist ein Verlierertyp, er möchte nicht weiterkommen in seinem Beruf und lässt sich von den Reizen und den neuen Möglichkeiten nach der Wende oft verführen, dank Stankoweits Kontrolle und seinem Durchblick fällt Reschke zwar hin und wieder tief, aber nie wirklich um. Reschke wartet schließlich nur noch auf seine Pension, denn das Leben ist ihm vorher schon zu viel. Wenn Stankoweit sich wieder mit der Politik anlegt, versucht Reschke ihn zu bremsen, was ihm nie gelingt.
Maximilian Mäßig
Herr Mäßig ist der prototypische Wessi und Chef des Postamts von Niederbörnicke. Seine Methoden gefallen weder Stankoweit oder Reschke, noch den Bürgern von Niederbörnicke, die sich über Abgaben wundern, von denen sie vor kurzem nicht geträumt hätten. Mäßig wundert sich über die Arbeitsmoral seiner Ost-Kollegen, kommt aber selbst auch in die Bedrängnis, als es um Korruption und Schiebung geht. Schließlich ist auch er auf die Hilfe seiner Untergebenen angewiesen, doch Dankbarkeit ist auch ihm ein Fremdwort.

### Nebenrollen
- Beatrice Richter – als Franziska Velten (Reisebüro-Inhaberin) 1994: Im Postamt gibt es auch einen Nebenraum mit wechselnden Gewerben, zu Beginn ist es ein Reisebüro. Dieses symbolisiert die Möglichkeiten des Reisens, was in der DDR unmöglich war, nun haben es Stankoweit und Reschke ständig vor Augen.
- Christel Peters – als Johanna Isolde Kaiser (Post-Kundin): Die „gute“ Frau Kaiser ist Stammkundin im Postamt, da sie regelmäßig ihr „Westpaket“ abholen will. Sie weiß alles und mischt auch mal richtig mit, legt sich sogar gerne mit Eindringling Herrn Mäßig an.
- Franziska Troegner – als Carmen Lolita Hubsch (Zustellerin) 1995–1996: Sie ist ab 1995 dritte Angestellte im Postamt.
- Gunter Antrak – als Herr Klatschbier (Bürger): Klatschbier ist ein notorischer Besserwisser, der im Postamt stets eine bevorzugte Behandlung wünscht, sie aber nie bekommt.
- Myriam Stark – als Yvonne (Zustellerin) 1993: Sie ist im Jahr 1993 die dritte Angestellte im Postamt.

### Gastrollen
- Angelika Milster – als Frau Zander-Albrecht
- Dieter Thomas Heck – als gerissener Geschäftsmann Dagobert Zack
- Eddi Arent – als Dr. Blubbard (Heilsbringer und Sekten-Guru)
- Elisabeth Volkmann – als Reschkes (Ex-)Ehefrau
- Erich Schwarz – Lebensgefährte von Mäßigs Schwiegermutter
- Ernst-Georg Schwill – als Polizist
- Gert Burkard – als Professor Schulze-Schmargendorf
- Gojko Mitić – als Arthur Miller
- Gunda Ebert – als Simone Reschke (Reschkes Tochter)
- Harald Effenberg – als Kunde und Bauarbeiter
- Helen Vita – als Mäßigs Schwiegermutter (wiederkehrende Rolle)
- Horst Krause – als Arbeiter, der einen Baum absägen soll
- Herbert Feuerstein – als Polizist
- Jochen Busse – als Postinspektor Schneiderlein
- Jockel Tschiersch – als Detlef Bresicke und als Chef der Baufirma Zielke
- Karin Gregorek – als Dr. Schnäblein-Spraffke (Leiterin der Oberpostdirektion)
- Maybrit Illner – als Fernsehreporterin
- Michael Kausch – als Posträuber Horst Kasumpe
- Roberto Blanco – als Computertechniker
- Schauorchester Ungelenk – als Geldeintreiber mit dem Lied „Konjunktur Cha-Cha“ von Hazy Osterwald
- Wolfgang Lippert – als Postinspektor Werner Schulze
- Heinz Meller – als Imitator von Bundeskanzler Helmut Kohl
- Detlef Rothe – als Assistent der Oberpostdirektion
- Christiane Reiff – als Stankoweits Ehefrau
- Gert Kießling – als Immobilienbetrüger/Heiratsschwindler
- Rita Feldmeier – als Mäßigs Schwägerin

## Episoden

### Staffel 1 (1993)
- 1 Der Einschreibebrief
- 2 Der Postraub
- 3 Dienst nach Vorschrift
- 4 Die Inspektion
- 5 Das geheimnisvolle Paket
- 6 Die Versetzung

### Staffel 2 (1994)
- 7 Das Reisebüro
- 8 Das Dienstjubiläum
- 9 Fliegen haben kurze Beine
- 10 Neues Management
- 11 Urlaubsreife
- 12 Die Vertretung

### Staffel 3 (1995)
- 13 Kommen und Gehen
- 14 Ja, die Liebe hat bunte Flügel
- 15 Kurz vor Sex
- 16 Bau auf – reiß ab
- 17 Schweres Los
- 18 Hoher Besuch

### Staffel 4 (1996)
- 19 Der Baum vorm Haus
- 20 Unheilige Allianz
- 21 Der Ausstand
- 22 Der Rubel rollt
- 23 Kleines Haus am Wald
- 24 Rin in die Kartoffeln – Raus aus die Kartoffeln

## Ende der Serie
1996 endete die Serie, die Charaktere gingen aber in die Sitcom Salto Kommunale über. Stankoweit und Reschke werden Angestellte der Gemeinde Niederbörnicke unter der Bürgermeisterin Ingrid Schikaneder, dargestellt von Angelika Milster. In der 7. Episode wird dann jedoch Herr Mäßig vom Gemeinderat zum Bürgermeister gewählt.
Zum 60. Geburtstag des Hauptdarstellers Wolfgang Stumph wurde ab Februar 2006 ein dreiteiliges Serienspecial unter dem Namen Salto Speziale ausgestrahlt. Die erste Folge am 5. Februar 2006 verfolgten insgesamt 6,34 Millionen Zuschauer bei 17,8 Prozent Marktanteil. In der Gruppe der werberelevanten Zielgruppe lag der Marktanteil bei 8,1 Prozent erreicht.

## Auszeichnungen
- 1995 Telestar für den besten Darsteller in einer Serie für Salto Postale (Wolfgang Stumph)